# محمد درديري
محمد درديري  ممثل مصري بدأ مشواره الفني مع بداية السبعينات من القرن العشرين في السينما والمسرح والتلفزيون. كانت أدواره ثانوية وعددها 157 بين الأفلام والمسلسلات والمسرحيات.
توفي في 24 فبراير 2015.

## أعماله
- مسلسل «نهاية العالم ليست غدًا» للمخرجة علوية زكي عام 1983، قام بدور «جبر».[7]
- فيلم «الوداع يا بونابرت» للمخرج يوسف شاهين عام 1985، قام بدور شيخ «شرف».[8][9]
- فيلم «الطوق والإسورة» للمخرج خيري بشارة عام 1986، قام بدور «يوسف سليم الجزار».[10][11]
- فيلم «زوجة رجل مهم» للمخرج محمد خان عام 1988، قام بدور الكاتب مجدي عز العرب.[12]
- مسلسل «ضمير أبلة حكمت» للمخرجة إنعام محمد علي عام 1991، قام بدور عبد التواب.[13]
- فيلم «جنة الشياطين» للمخرج أسامة فوزي، عام 1999.[14]
- مسلسل (عباس الابيض في اليوم الأسود) للمخرج نادر جلال عام 2004 قام بدور عم سامي

## وصلات خارجية
https://dhliz.com/artist/ZYkqnIQGIH8/ محمد درديري
https://elcinema.com/person/1020688/ محمد درديري
https://www.imdb.com/name/nm0201101/?ref_=nv_sr_srsg_1 محمد درديري
https://karohat.com/Person/ad0e3ef6-fe30-474c-82a3-d0288d30e934 محمد درديري